# Bir Lehlou

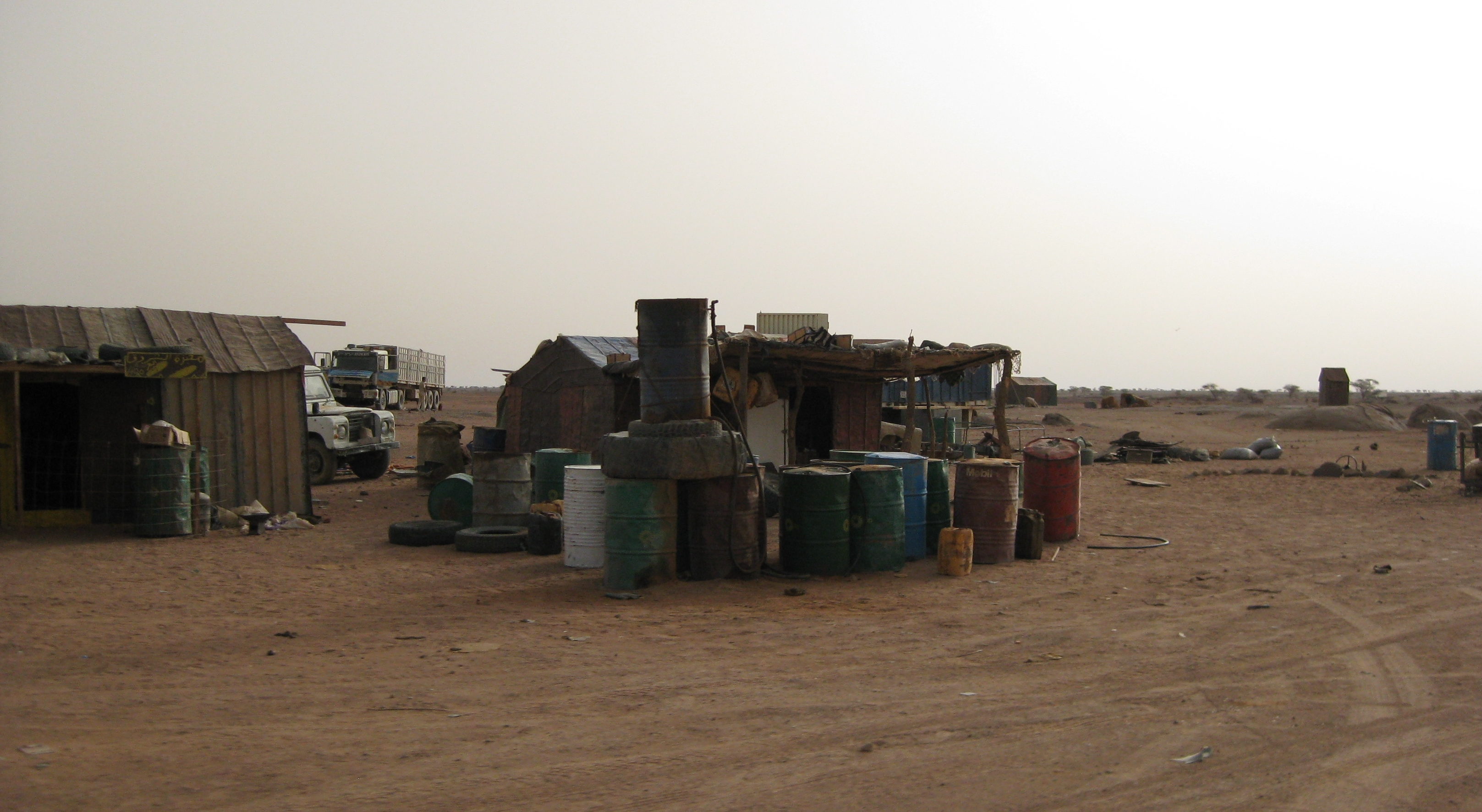
Benzinkút Bir Lehlou-ban (2011)

Bir Lehlou (arabul بئر الحلو; berberül Bir Leḥlu) egy város Nyugat-Szahara északkeleti részén. 1976-tól 2008-ig az ország ideiglenes fővárosa volt. 

## Története
1976. február 27-én éjjel itt kiáltotta ki a Szaharai Arab Demokratikus Köztársaság létrejöttét El-Ouali Musztafa Szájed, a Polisario Front vezetője (egyes források szerint El-Ouali születési helye Bir Lehlou). 1975 végétől itt volt az ország rádiójának székhelye is.
2005-ben a nyugat-szaharai háború kezdetének 32-ik évfordulóján adták át a José Ramón Diego Aguirre spanyol ezredes és történész nevét viselő általános iskolát, melyet az első nyugat-szaharai tiszteletbeli állampolgársággal kitüntetett külföldiről neveztek el.
2010. február 27-én Bir Lehlou adott otthont a köztársaság kikiáltásának 34. évfordulóján tartott ünnepségnek, melyen több afrikai és dél-amerikai nagykövet is jelen volt.
2011. október 12-én, a köztársaság kikiáltásának 34. évfordulóján, a szaharai 5. katonai régió parancsnoka, Hama Salama felavatta a város iskolájának bővítését, valamint egy mecsetet.
Jelenleg a Szaharai Arab Demokratikus Köztársaság 5. katonai régiójának központja. A városban egy gyógyszertár, iskola és mecset is található.

## Testvérvárosai
- Arceniega (Spanyolország)
- Batna (Algéria)
- Benalúa de las Villas (Spanyolország)
- Bientina (Olaszország)
- Campi Bisenzio (Olaszország)
- Capraia e Limite (Olaszország)
- El Oued (Algéria)
- Ica (Peru)
- Montemurlo (Olaszország)
- Monteroni d'Arbia (Olaszország)
- Montevarchi (Olaszország)
- Novelda (Spanyolország)
- Pozuelo de Alarcón (Spanyolország)
- Prato (Olaszország)
- Puerto Maldonado (Peru)
- La Rinconada (Spanyolország)
- Sagunt (Spanyolország)
- San Piero a Sieve (Olaszország)
- Tolosa (Spanyolország)
- Tomelloso (Spanyolország)
- Trápagaran (Spanyolország)
- Vecchiano (Olaszország)

## Fordítás
Ez a szócikk részben vagy egészben  a   Bir Lehlou című angol Wikipédia-szócikk fordításán alapul.  Az eredeti cikk szerkesztőit annak laptörténete sorolja fel. Ez a jelzés csupán a megfogalmazás eredetét és a szerzői jogokat jelzi, nem szolgál a cikkben szereplő információk forrásmegjelöléseként.